# Mercurius Cimbrianus
Mercurius Cimbrianus ou Cimbrius est un dieu germanique mentionné par six inscriptions dédicatoires romaines. Ces inscriptions viennent uniquement de Germanie supérieure et datent du IIe siècle ou IIIe siècle.

## Inscriptions et interprétations
Sur le Heiligenberg, près de Heidelberg, on trouve trois inscriptions appartenant à un complexe de culte romain utilisé jusqu'à l'Antiquité tardive. Deux découvertes près de Miltenberg, dont une datée des consuls de 191 Apronianus et Bradua, et l'autre des deux consuls Asper de 212, et deux inscriptions près de Mayence, dont une datée des consuls de 210 Faustinus et Rufinus, constituent la documentation sur ce dieu.
Le nom Cimbrianus vient de la tribu germanique des Cimbres, d'où l'hypothèse qu'il serait apparu après la guerre des Cimbres dans l'Odenwald. Comme l'inscription du dieu dans l'Interpretatio Romana l'assimile au Mercure romain, Mercurius Cimbrianus est généralement identifié au dieu germanique Odin ou à l'"Odin des Cimbres" (sources?) .